# Écurie Wertheimer
L'écurie Wertheimer et frère est une écurie de chevaux de course participant aux courses hippiques de plat. C'est une des principales écuries françaises,,, fondée par Pierre Wertheimer et gérée de nos jours par ses petits-fils Gérard et Alain Wertheimer.

## L'écurie
L'écurie a été fondée par Pierre Wertheimer, homme d'affaires français et propriétaire de Chanel, qui fit courir sous ses couleurs le grand champion Épinard dans les années 1920. La casaque – bleue, coutures, manches et toque blanche – commence à se forger un palmarès dans les années 50, après que ses effectifs ont été confiés en 1949 à Alec Head, un entraîneur novice alors âgé de 24 ans. Par la suite, les enfants d'Alec Head Freddy Head et Christiane Head reprendront le flambeau. À la mort de Pierre Wertheimer en 1965, son épouse, Germaine Wertheimer et son fils Jacques Wertheimer dirigent l'écurie. Et à la mort de ce dernier, ce sont ses deux fils, Gérard et Alain Wertheimer, qui prennent les rênes de l'écurie, alors baptisée Wertheimer et frère, régulièrement sacrée numéro 1 des écuries en France par les gains. 
L'écurie est aussi spécialisée dans l'élevage, avec le haras de St-Léonard, situé en Normandie. Une activité à succès puisque les Wertheimer monte chaque année sur le podium des meilleurs éleveurs français. Le premier jockey actuel de l'écurie est Maxime Guyon et, en 2021, l'effectif de l'écurie était réparti, en France, entre cinq entraineurs, Freddy Head, André Fabre, Carlos Laffon-Parias, Christophe Ferland et Édouard Monfort. En août 2023, l'écurie rachète l'ensemble des chevaux de l'écurie Wildenstein. Cette même année, des yearlings sont répartis, en plus d'André Fabre, Christophe Ferland et Édouard Monfort, chez Yann Barberot à Deauville et Christopher Head à Chantilly.
En 2023, fort de plusieurs victoires de groupe 1 (Junko, Double Major et Kelina), l'écurie Wertheimer et frère termine en tête du classement des propriétaires en France.
Parmi les meilleurs éléments ayant porté la casaque, on peut citer les champions et grands étalons Riverman et Lyphard, le hongre Solow et bien sûr l'incomparable Goldikova. 

## Principales victoires (courses de groupe 1)
France
- Prix de l'Arc de Triomphe – 3 – Ivanjica (1976), Gold River (1981), Solémia (2012)
- Prix du Jockey Club – 3 – Roi Lear (1973), Val de l'Orne (1975), Intello (2013)
- Prix de Diane – 2 – Reine de Saba (1978), Egytband (2000)
- Poule d'Essai des Poulains – 5 – Riverman (1972), Green Dancer (1975), Red Lord (1976), Green Tune (1994), Falco (2008)
- Poule d'Essai des Pouliches – 2 – Ivanjica (1975), Dancing Maid (1978)
- Prix de la Forêt – 7 – Épinard (1922), Midget (1956), Démocratie (1969), Lyphard (1972), Occupandiste (1997), Goldikova (2010), Kelina (2023)
- Prix d'Ispahan – 6 – Riverman (1972), Carwhite (1978), Green Tune (1995), Goldikova (2010, 2011), Solow (2015)
- Prix Saint-Alary – 6 – Lalika (1970), Reine de Saba (1978), Rivière d'Or (1988), Fidélité (2003), Silasol (2013), Queen's Jewel (2015)
- Prix Rotschild – 4 – Goldikova (2008, 2009, 2010, 2011)
- Prix Marcel Boussac – 4 – Gold Splash (1992), Juvenia (1998), Silasol (2012), Indonésienne (2013)
- Prix Vermeille – 4 – Ivanjica (1975), Dancing Maid (1978), Galikova (2011), Left Hand (2016)
- Prix Royal Oak – 4 – Bourbon (1971), Gold River (1980), Agent Double (1984), Double Major (2023, 2024)
- Critérium de Saint Cloud – 3 – Poliglote (1994), Special Quest (1997), Goldamix (1999)
- Prix Jean-Luc Lagardère – 3 – Épinard (1922), Satingo (1972), Okawango (2000)
- Prix Jacques le Marois – 2 – Lyphard (1972), Goldikova (2009)
- Grand Prix de Saint-Cloud – 2 – Gay Mécène (1979), Plumania (2010)
- Prix Maurice de Gheest – 2 – Occupandiste (1997), Polydream (2018)
- Prix Lupin – 1 – Green Dancer (1975)
- Prix Morny – 1 – Princesse Lida (1979)
- Prix de la Salamandre – 1 – Princesse Lida (1979)
- Prix du Cadran – 1 – Gold River (1981)
- Prix de l'Abbaye de Longchamp – 1 – Kistena (1996)
- Prix du Moulin de Longchamp – 1 – Goldikova (2008)
- Grand Prix de Paris – 1 – Sosie (2024)
- Prix Ganay – 1 – Sosie (2025)

 Royaume-Uni
- Derby d'Epsom – 1 – Lavandin (1956)
- 1000 Guinées – 1 – Mesa (1935)
- Coronation Stakes – 2 – Midget (1956), Gold Splash (1993)
- Cheveley Park Stakes – 2 – Midget (1955), Pas de Réponse (1996)
- Queen Anne Stakes – 2 – Goldikova (2010), Solow (2015)
- King George VI & Queen Elizabeth II Stakes – 1 – Vimy (1955)
- Queen Anne Stakes – 1 – Goldikova (2009)
- Queen Elizabeth II Stakes – 1 – Solow (2015)
- Sussex Stakes – 1 – Solow (2015)

 États-Unis
- Breeders' Cup Mile – 3 – Goldikova (2008, 2009, 2010)
- Breeders' Cup Juvenile Fillies – 1 – Halfbridled (2003)
- Jockey Club Gold Cup – 1 – Happy Saver (2020)
- Breeders' Cup Turf  – 1 – Kotashaan (1993)

 Italie
- Gran Premio del Jockey Club – 1 – Antheus (1986)

 Allemagne
- Grosser Preis von Bayern – 1 – Junko (2023)

 Émirats arabes unis
- Dubaï Turf – 1 – Solow (2015)

 Hong Kong
- Hong Kong Vase – 1 – Junko (2023)